# Silbo gomero
Il silbo gomero (propriamente, "fischio di La Gomera") è un linguaggio fischiato praticato da alcuni abitanti dell'isola vulcanica di La Gomera, nell'arcipelago delle Canarie. Veniva utilizzato in passato dai pastori per comunicare a grande distanza attraverso i profondi valloni che, disposti a raggiera, attraversano tutta l'isola.

## Introduzione

Isola di La Gomera

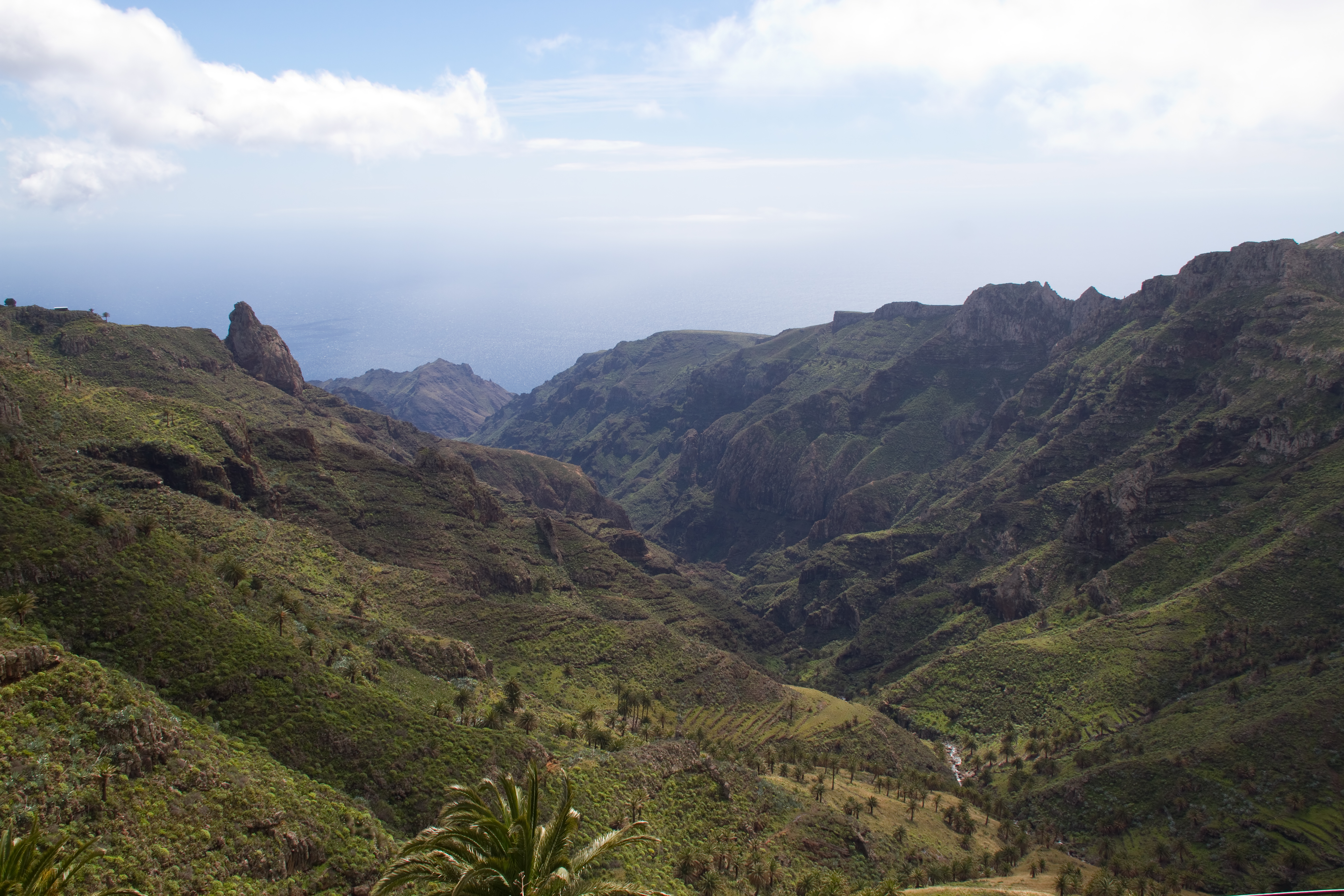
Una valle de La Gomera

Creato dai Guanci, antico popolo delle Canarie, oltre che a La Gomera si diffuse in modo minore anche nelle altre isole occidentali dell'arcipelago delle Canarie e tuttora qualche residuo è noto anche nell'isola de El Hierro.
Il linguaggio impiega due vocali e quattro consonanti. In questo modo si possono esprimere all'incirca 4.000 concetti (parole). Per variare i suoni si mettono le dita in bocca e una o entrambe le mani vengono utilizzate per amplificare il suono, a mo' di megafono.
Uno studio realizzato nel 2005 dall'università di La Laguna indica che, a livello cerebrale, il processo del silbo avviene alla stessa maniera del linguaggio parlato, ovvero vengono utilizzate le stesse aree linguistiche.
Dato il pericolo di una sua scomparsa dovuta allo sviluppo dei sistemi di comunicazione e dal fatto che l'attività in cui veniva maggiormente impiegato, la pastorizia, stava scomparendo, il governo locale promosse la sua conservazione dichiarandolo patrimonio etnografico delle Canarie nel 1999. È stato inoltre dichiarato come capolavoro del Patrimonio Orale e Immateriale dell'Umanità dall'UNESCO nel 2009. Dal 1997, nelle scuole di La Gomera, si tiene un corso facoltativo di silbo per gli alunni.

## Storia

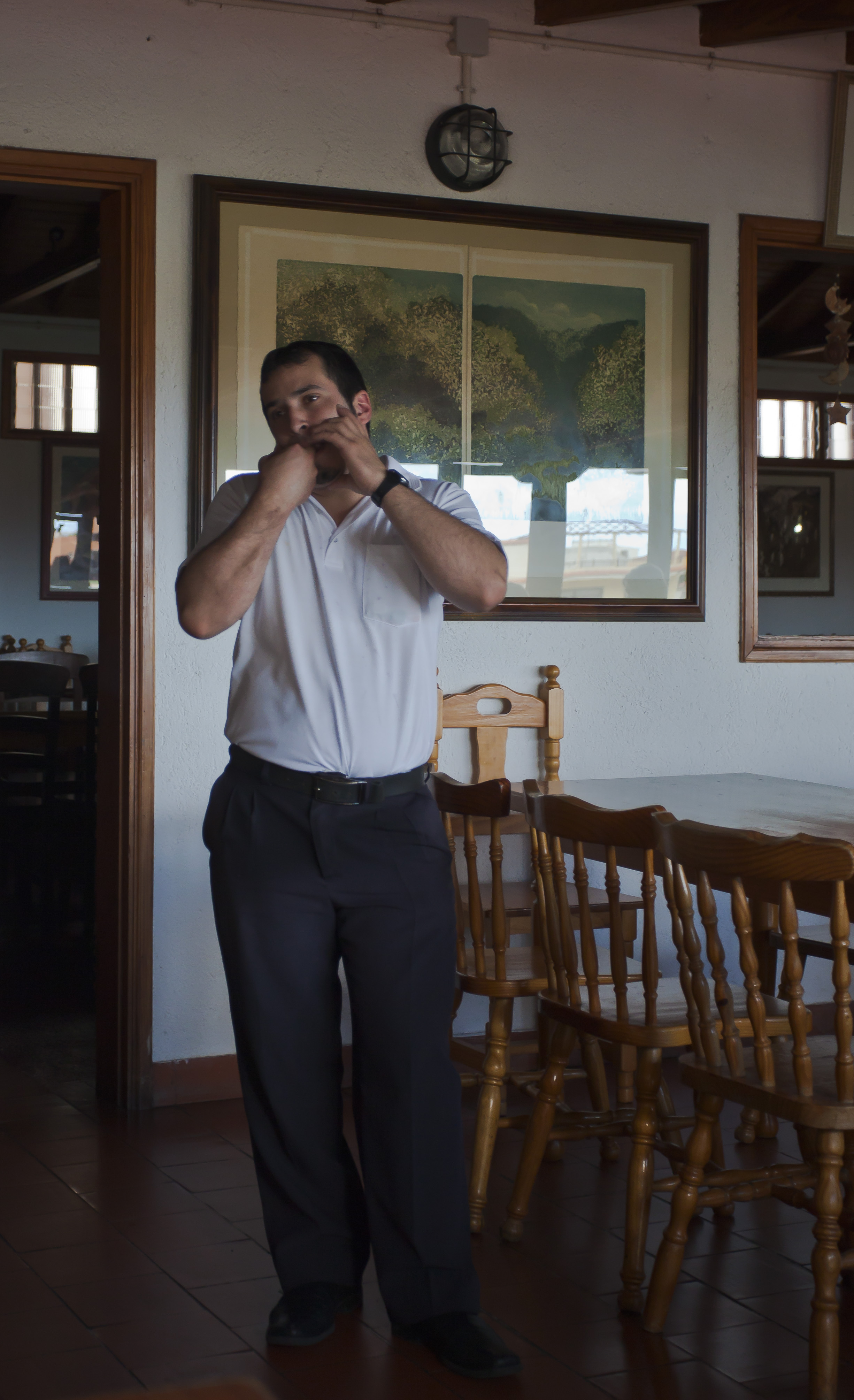
Dimostrazione del silbo gomero

Poco si sa della lingua originale Guanche delle Canarie, anche se si presume che dovesse probabilmente avere un sistema fonologico abbastanza semplice per permettere la nascita di un efficiente linguaggio fischiato. Utilizzato da abitanti originari dell'isola, i Guanci, il linguaggio fischiato esisteva prima dell'arrivo dei coloni spagnoli e veniva parlato anche sulle isole El Hierro, Tenerife e Gran Canaria. Il silbo fu adattato allo spagnolo durante il loro insediamento nel XVI secolo e fu ampiamente parlato per tutto il XVII secolo.
L'uso della lingua diminuì a partire dal 1950 a causa di motivi quali il declino economico e gli sviluppi tecnologici nelle comunicazioni. Il primo costrinse molti oratori ad abbandonare l'isola, e quindi l'utilizzo di tale linguaggio, per cercare migliori posti di lavoro, i secondi, come il telefono, giocarono certamente un ruolo importante nel ridurre la pratica e l'utilizzo della lingua. La precedente sopravvivenza della lingua era infatti dovuta principalmente alla sua capacità di superare la distanza e il terreno, oltre alla facilità con cui si poteva apprendere. Uno dei motivi più significativi, manifestatosi nel periodo tra il 1960 e il 1980, fu poi il progressivo abbandono dell'agricoltura di gran parte della popolazione, e contestualmente l'atteggiamento di molte famiglie della classe media che iniziarono a non accettare più che i loro figli parlassero una lingua negativamente associata alla popolazione rurale.
Alla fine del 1990 cominciarono gli sforzi per la rivitalizzazione linguistica e furono promosse iniziative all'interno della comunità. Nel 1999, la rivitalizzazione del silbo gomero fu promossa da politiche di formazione e altre misure legislative. Attualmente ha una protezione ufficiale come patrimonio dell'umanità.

## Parlanti
Molte persone a La Gomera parlano il silbo gomero ma le loro espressioni del linguaggio si discostano leggermente a causa della differente origine del linguaggio stesso. Come riportato in un rapporto UNESCO del 2009, tutte le persone che vivono a La Gomera conoscono la lingua, ma solo coloro che sono nati prima del 1950 e le giovani generazioni che hanno frequentato la scuola a partire dal 1999 sono in grado di parlarla. Ai nati prima del 1950 la lingua fu insegnata dagli anziani, mentre a coloro che hanno frequentato o frequentano la scuola a partire dal 1999 è stato insegnato il linguaggio formale scolastico. I nati tra il 1950 e il 1980 conoscono il silbo, ma non sono in grado di parlarlo dato che fu poco utilizzato e visto negativamente durante tale periodo.

## Rivitalizzazione
Quando questo mezzo di comunicazione fu vicino all'estinzione nel tardo XX secolo, furono necessari sforzi per la sua rivitalizzazione linguistica e questi furono generati sia a livello locale che a livello governativo. Una combinazione di iniziative della comunità di La Gomera e delle politiche attuate dalle autorità vide il silbo gomero rivitalizzato e mantenuto come bene culturale. Questi sforzi di rivitalizzazione sono stati ben documentati dall'UNESCO come parte della procedura per la selezione del 2009 nella lista dei patrimoni orali e immateriali dell'umanità.

### Iniziative locali
Nel tentativo di preservare l'utilizzo della lingua silbo gomero tra i giovani dell'isola, diversi fischiatori esperti hanno cercato di ottenere l'autorizzazione per insegnarla a titolo gratuito e volontario in un centro dedicato. Questa iniziativa degli isolani anziani ha ottenuto una risposta incoraggiante da parte delle associazioni genitori-insegnanti, estendendola a tutte le scuole. La prima di molte misure di rivitalizzazione è stata così adottata a livello di base, non da enti pubblici o privati, riflettendo l'attitudine al linguaggio della gente del posto nei confronti del silbo gomero. Le politiche di istruzione che sono state applicate successivamente furono ispirate come tali e rivitalizzate cominciarono a costituire la base che venne in seguito intensificata dagli organi di governo superiori.

### Politiche di governo
Il 26 giugno 1997, il Parlamento delle Canarie approvò una mozione che chiese al governo centrale di includere il silbo gomero come parte del curriculum scolastico. Il silbo gomero divenne quindi a partire da luglio 1999 materia obbligatoria di insegnamento nella scuola primaria e secondaria. Il governo provinciale fu favorevole nella sua attuazione della politica di istruzione e anche nella creazione di un curriculum del silbo gomero formalizzata attraverso la pubblicazione del El Silbo Gomero, Materiales didácticos (materiali didattici sul silbo gomero).
Oltre alla formazione obbligatoria del silbo gomero a livello primario e secondario, fu istituita una scuola per gli studenti che dopo la scuola secondaria desiderassero continuare a esercitarsi nel silbo gomero fino a raggiungere l'attestazione per diventare istruttori professionisti. Gli studenti di questa scuola diventano insegnanti non solo per i loro concittadini, ma anche per i turisti che visitano La Gomera. Questo facilita la sostenibilità della rivitalizzazione e un mantenimento della lingua.
Successivamente, il Ministero dell'Istruzione, Università, Cultura e Sport delle isole Canarie ha sviluppato un piano di formazione del personale, al fine di garantire che gli anziani esperti fischiatori possano essere sostituiti nel prossimo futuro da insegnanti professionisti qualificati. Questo comprende corsi di formazione sulle competenze e l'insegnamento del silbo gomero. Il piano di formazione è stato avviato nel 2007, con la partecipazione di 18 insegnanti.
Oltre all'attuazione di politiche educative, le autorità hanno anche cercato di rafforzare il corpus del silbo gomero attraverso lo sviluppo di un progetto di digitalizzazione del materiale audio registrato. La distribuzione di documentari sul silbo gomero è stata effettuata a livello locale, nazionale e mondiale. Il governo ha anche elevato lo stato del silbo gomero, selezionando la lingua fischiata di La Gomera tramite il National Historical Heritage Council, per rappresentare la Spagna nelle nomine per l'inclusione nella Lista rappresentativa del patrimonio culturale immateriale dell'umanità del 2009.

### Eredità culturale
I membri della comunità di La Gomera considerano il silbo gomero come parte integrante dell'identità dell'isola e usano il linguaggio fischiato nei loro riti tradizionali e nelle festività religiose. Una di queste comprende le Bajadas, che sono processioni dedicate alla Vergine Maria o ai santi protettori della comunità. Il 15 marzo 1999, il silbo gomero è stato dichiarato parte del patrimonio etnografico storico delle isole Canarie. A La Gomera è stato inaugurato gli "Incontri a scuola con il silbo gomero", che si tengono annualmente. Nel 2005, è stato eretto nel parco nazionale di Garajonay un monumento al silbo gomero.

### Turismo
La lingua silbo gomero non viene utilizzata solo tra gli isolani; anche turisti e visitatori dell'isola hanno la possibilità di scoprire il linguaggio fischiato, ad esempio nei ristoranti che offrono dimostrazioni di fischi per i turisti. Il Ministro del Turismo di La Gomera, Fernando Méndez, ha affermato che tale linguaggio è essenziale per l'industria del turismo di La Gomera.

## Caratteristiche
Il linguaggio silbo gomero ha solo due vocali e quattro consonanti, secondo il documento ufficiale di candidatura presentato durante il convegno UNESCO. La lingua è una forma di dialetto spagnolo ma fischiato. Il silbo sostituisce ogni vocale o consonante con un fischio. I fischi si distinguono in base all'intonazione e alla continuità. Come per altre forme fischiate di lingue non tonali, il silbo funziona mantenendo approssimativamente l'articolazione del discorso ordinario, così "le variazioni timbriche del discorso appaiono come variazioni di tono".
Il silbo gomero è un linguaggio complesso da imparare poiché la sua tecnica di fischi richiede una notevole precisione, e una certa resistenza delle parti del corpo utilizzate nel meccanismo del linguaggio, che possono essere acquisite solo con la pratica. Il silbo gomero utilizza la lingua, le labbra e le mani dell'utente, differendo in tal modo notevolmente dal linguaggio convenzionale, che utilizza la cavità della bocca per mescolare e contrapporre diverse frequenze acustiche. Il meccanismo di fischio, al contrario, è limitato all'emissione di una singola intonazione di base tra 1.000 e 3.000 Hertz. La precisione fisica proviene dall'abilità del fischiatore di variare le frequenze a diverse velocità e di avviare e terminare la produzione delle onde sonore. Questa tecnica è tramandata all'interno della comunità di La Gomera, con metodi di insegnamento invariati che risalgono alla fine del XIX secolo. La stessa intonazione può rappresentare molti suoni, quindi ha molti meno fonemi dello spagnolo. Ciò significa che la comunicazione in silbo può essere a volte ambigua. Per una comunicazione efficace sono importanti il contesto e un'appropriata scelta dei vocaboli.

## Nei media
La cineasta e fotografa Francesca Phillips ha scritto e diretto un documentario sull'uso del silbo gomero a La Gomera dal titolo Written in the Wind ("Come le foglie al vento", 2009) e il film, della durata di 26 minuti, che ha vinto il premio come miglior cortometraggio documentario in antropologia presso The World Mountain Documentary Festival che si tenne nel Qinghai in Cina nel 2010.
Il cantante francese Féloche ha dedicato un brano a questo canto tradizionale chiamato Silbo.
Il Silbo è al centro del film "La Gomera" (2019) diretto da Corneliu Porumboiu con Vlad Ivanov e Catrinel Marlon.
Tale linguaggio è stato anche ripreso dalla fazione dei Serafiti nel videogioco The Last of Us Parte II (2020).